# Результат
Результа́т (через фр. résultat від лат. resultatum — «те, що відскочило»), ви́слід, також пі́дсумок — кінцевий наслідок послідовності дій. Можливі результати містять перевагу, незручність, вигоду, збитки, цінність і перемогу. Результат є етапом діяльності, коли визначено наявність переходу якості в кількість і кількості в якість.
Мета описує бажаний, але можливо, ще не досягнутий результат.

## Деякі типи результату
- У математиці — остаточне значення обчислення (наприклад, арифметичної операції), функції або статистичного виразу.
- У комп'ютерних науках — значення, що повертається функцією, стан системи або список записів, що відповідають запиту (наприклад пошук в Інтернеті). Тип результату — тип повернутих функцією даних.
- У науці — підсумок експерименту (дивись Нульова гіпотеза), або моделі.
- У теорії ймовірності — елементарна подія.
- В економіці та бухобліку — прибуток або збиток за певний період.
- У кримінальному судочинстві — вирок або інші судові рішення.